# Alfredo Prieto Valiente
Alfredo Prieto Valiente (Oviedo, 10 de septiembre de 1934-Oviedo, 25 de noviembre de 2023) fue un político, empresario y escritor español. Fundador y Presidente de la Unión Financiera Asturiana.

## Biografía
Hijo de José Ramón Prieto Noriega y Carola Valiente Soriano. Tras licenciarse en Derecho en la Universidad de Oviedo, trabajó en la asesoría jurídica del Banco Herrero (1965-1981). Posteriormente intervino en la fundación de la Unión Financiera Asturiana, siendo nombrado su presidente (1984).
Anteriormente, en 1977 había comenzado su incursión en la política como diputado por Asturias en la legislatura constituyente (1977-1979). Siendo después consejero de Comercio, Turismo y Pesca del Principado de Asturias (1980-1981), durante el primer gobierno preautonómico. Fue un acérrimo defensor del diálogo y el consenso.
En una entrevista publicada en el diario gijonés El Comercio señalaba: 

«Las vivimos (las elecciones) con mucha ilusión. Porque como todo era nuevo para todos, pues se vivieron de forma muy intensa. Pero lo que más llevo en el corazón es la camaradería que había entre todos los compañeros. No solo entre los de la candidatura de UCD, sino con el resto de partidos. Nos llevábamos todos muy bien, de muy buen rollo, como se dice hoy en día, porque creíamos en el consenso, en la convivencia, sin rencores ni rencillas."

En cuanto a su actividad jurídica, fue miembro de los colegios de abogados de Oviedo y Madrid —desde los años sesenta—, y fundador del despacho Prieto Valiente Abogados (Oviedo).Se especializó en Derecho civil y mercantil, siendo letrado asesor de diversas grandes empresas: Banco Herrero, Aguas de Fuensanta, Hidroléctrica del Cantábrico y Asturbega (Coca-Cola), entre otras.
Casado con Consuelo Muñíz-Toca Argüelles. El matrimonio tuvo tres hijos: Ángel, Alfredo Recaredo y Consuelo Prieto Muñiz-Toca.